# Günter Sauerbrey
Günter Hans Sauerbrey (* 1. Januar 1933 in Tiefenort; † 15. Mai 2003) war ein deutscher Physiker und Erfinder der Quarzkristall-Mikrowaage.

## Leben
Von 1957 bis 1966 war Günter Sauerbrey als Wissenschaftlicher Assistent an der Abteilung Physik der Fakultät II für Allgemeine Ingenieurwissenschaften an der Technischen Universität Berlin tätig. Er erwarb seinen Doktortitel 1963 mit einer Arbeit über die Experimentelle Untersuchung der Dickenscherungs-Schwingung piezoelektrisch angeregter Quarzplatten. 1966 habilitierte er sich mit einer Schrift zur Auslösung optischer Strahlung an Metalltargets durch Elektronenbeschuß und war anschließend als Privatdozent und ab 1971 bis zu seiner Pensionierung 1998 als außerplanmäßiger Professor an der TU Berlin tätig. Von 1974 bis 1998 war er außerdem Leiter des Berlin-Instituts und des Labors für Medizinische Verfahren und Dosimetrie der Physikalisch-Technischen Bundesanstalt (PTB) in Berlin.

## Werk
Günter Sauerbrey legte bereits in seiner Doktorarbeit die Grundlagen für die Quarzkristall-Mikrowaage, die er in zwei Forschungsarbeiten 1957 und 1959 veröffentlichte. Er war der Erste, der ein harmonisches Beschleunigungsfeld zur Messung der Masse verwendete, obwohl er sich dessen zum Zeitpunkt der Veröffentlichung noch gar nicht bewusst war. Zusammen mit der Quarzkristall-Mikrowaage entwickelte er die Sauerbrey-Gleichung, um das Funktionsprinzip des Geräts zu erklären. Sie bildet die Grundlage aller Schwingungswägesysteme und wurde von anderen Forschern später weiterentwickelt.
In weiteren Arbeiten befasste er sich mit Radiometrie, Thermometrie, medizinischer Messtechnik sowie Hochtemperatur- und Vakuumphysik.